# Danyło Kozłow
Danyło Kozłow (ukr. Данило Козлов; ur. 11 grudnia 1982 w Dniepropetrowsku) – ukraiński koszykarz, występujący na pozycjach silnego skrzydłowego lub środkowego, reprezentant kraju.
19 stycznia 2014 opuścił MBK Mikołajów. 12 marca 2014 został zawodnikiem Howerła Iwano-Frankiwsk. 21 lipca 2014 dołączył do Siarki Tarnobrzeg.

## Osiągnięcia
Na podstawie, o ile nie zaznaczono inaczej.

### Drużynowe
- Uczestnik rozgrywek międzynarodowych Eurocup (2007/2008)

### Reprezentacja
Seniorskie
- Uczestnik:
  - mistrzostw Europy (2011 – 17. miejsce)
  - kwalifikacji do Eurobasketu (2005)

Młodzieżowe
- Uczestnik:
  - mistrzostw Europy U–20 (2002 – 12. miejsce)
  - kwalifikacji do Eurobasketu U–20 (2002)